# تيم هارود
تيم هارود (بالإنجليزية: Tim Harrod)‏ هو كاتب أمريكي، ولد في 25 مايو 1968 في لايننفيلد في الولايات المتحدة.

## وصلات خارجية
- تيم هارود على موقع IMDb (الإنجليزية)
- تيم هارود على موقع قاعدة بيانات الفيلم (الإنجليزية)